# Henri Nominé
Henri Nominé est un homme politique français né le 8 avril 1892 à Sarreguemines (district de Lorraine) et mort le 1er septembre 1972 à Bischoffsheim (Bas-Rhin).

## Biographie
Ingénieur et professeur d'agronomie, il est maire de Sarreguemines en 1919 jusqu'en 1935 et élu conseiller général du canton de Sarreguemines en 1924. L'un des chefs de l'opposition à l'introduction des lois laïques en Moselle en 1924 il participe à de nombreuses réunions de l'Action catholique mosellane. Il est alors vice-président de la Chambre des métiers de la Moselle lorsqu'il empêche le financement par cette organisation d'une réception à Metz de Paul Painlevé alors président du Conseil. Le préfet envoie un rapport au Conseil lui indiquant plusieurs « affaires », notamment l'une de contrebande, un prélèvement dans la caisse du comice agricole et surtout la disparition de documents comptables des services de ravitaillement qui étaient sous sa responsabilité. Le Conseil n'engage aucune poursuite. Il est député de la Moselle de 1928, sous le patronage de l'Union républicaine lorraine, à 1936, inscrit au groupe de l'Union républicaine démocratique jusqu'à sa disparition en 1932 où il ne s'inscrit dans aucun groupe. Il participe aux discussions des budgets, présente plusieurs propositions de loi et rapports, l'une portant ouverture et annulation de crédits sur l'exercice 1929 et à l'introduction dans les départements recouvrés, des dispositions de la législation française relatives au monopole des allumettes. Il est défait en 1936 par Arthur Heid
Après la guerre, il exerce des responsabilités au sein de coopératives agricoles en Alsace. Il est nommé en 1939 adjoint au directeur des services agricoles de Strasbourg pour la mobilisation économique des industries alimentaires, et maintenu sur place lors de l'armistice de juin 1940, Henri Nominé s'occupe de la liquidation des opérations de récupération du matériel et de denrées agricoles des zones évacuées et de 2 000 hectares qu'il a mis en culture pendant la guerre avec le concours de l'armée. Suspendu à la Libération, il reprend ses fonctions en 1944 jusqu'à la nomination d'un nouveau titulaire. Réintégré alors comme ingénieur principal des services agricoles, il obtient sa retraite pour raisons de santé.
Se consacrant à diverses activités, il devient en 1948 directeur de la fédération régionale de la coopération agricole d'Alsace et de Lorraine puis, en 1949, directeur fondateur de l'union interrégionale des coopératives laitières et beurrières de l'Est, « Lact-intercoop » (en 1962, 189e place parmi les 500 grands exportateurs français). Il reconstruit également l'usine de Benestroff, spécialisée dans la production de fromages. En 1961, il devient président de la société d'histoire et d'archéologie de Sarreguemines.
Un lycée porte son nom dans sa ville de naissance. C'est une construction due à Georges-Henri Pingusson.

## Sources
- « Henri Nominé », dans le Dictionnaire des parlementaires français (1889-1940), sous la direction de Jean Jolly, PUF, 1960 [détail de l’édition]
- Dir. Jean El Gammal, François Roth et Jean-Claude Delbreil, Dictionnaire des Parlementaires lorrains de la Troisième République, Metz, Serpenoise, 2006 (ISBN 2-87692-620-2, OCLC 85885906, lire en ligne), p. 302-303